# Nectanebo II
Nectanebo II (... – 343 a.C.) è stato un faraone, l'ultimo della XXX dinastia egizia.
| Nome Horo | Sesto Giulio Africano | Altri nomi   |
| Meritawy  | Nectanebos            | Nectanebo II |

## Biografia

### Regno
Nectanebo II giunse al trono usurpando i diritti dello zio, Teos. Ad ordire il complotto fu il padre di Nectanebo, Tjahapimu, che il fratello aveva lasciato come reggente in Egitto essendosi il sovrano posto alla guida dell'esercito inviato a conquistare la Palestina. Alla congiura non furono estranei i collegi sacerdotali di varie località che male avevano sopportato di vedersi privati dei tributi e dei redditi in favore dello sforzo bellico.
Nectanebo, che al momento della rivolta si trovava con l'esercito in Palestina, ebbe subito l'appoggio del re di Sparta Agesilao II che comandava i mercenari greci che costituivano il nerbo dell'esercito egizio.

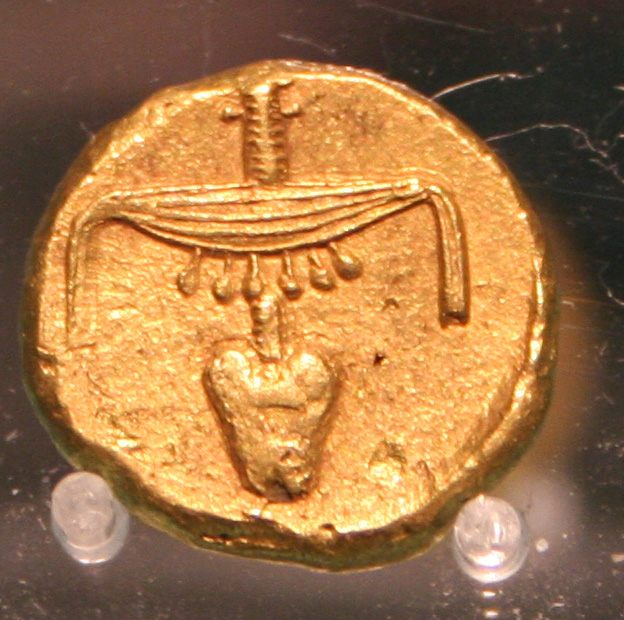
Statere di Nectanebo II.

Durante il regno di Nectanebo II ci fu una certa rinascenza delle arti: furono erette diverse statue del faraone e due obelischi per il tempio di Thot a Ermopoli, i cui resti sono ora esposti al British Museum. Secondo una teoria, la costruzione del tempio di Deir el-Shelwit ebbe inizio durante il regno di Nectanebo II e completata in epoca greco-romana ma il suo regno fu in realtà una lenta agonia dell'Egitto e tutti gli sforzi profusi servirono solamente a ritardare di qualche anno la resa dei conti con l'Impero achemenide.
Dopo due tentativi messi in atto tra il 351 a.C. ed il 344 a.C. e falliti per fatalità o scarsa preparazione, il re persiano Artaserse III, dopo aver riportato l'ordine nel suo impero, poté riunire un esercito forte di 300.000 soldati che guidò personalmente contro l'Egitto. Per contrastare il sovrano persiano Nectanebo poteva contare su circa 60.000 egizi e 40.000 mercenari libici e greci. Dopo 18 mesi di disperata resistenza, e dopo aver perso il Basso e Medio Egitto Nectanebo dovette riconoscere l'impossibilità di continuare la guerra e fuggì a Meroe presso il Regno di Kush.
In Nubia si perdono le tracce dell'ultimo sovrano di origine egizia che abbia regnato sulle Due Terre.

### Dopo la morte

Ushabti di Nectanebo II, faience egizia. Museo Egizio, Torino

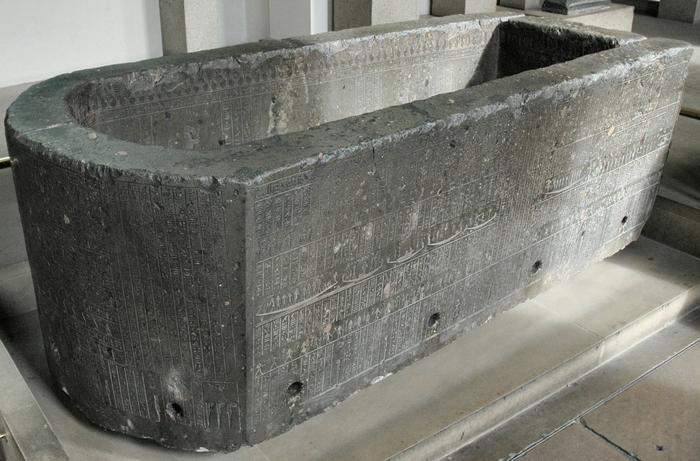
Sarcofago di Nectanebo II. Londra, British Museum.

Nectanebo II è protagonista di numerosi racconti riguardanti la parentela con Alessandro Magno. Si dice infatti che perduto il trono, a causa di un presagio di sventura, abbia chiesto aiuto all'oracolo del tempio di Serapide che gli predisse: "Questo re che ora è fuggito, di nuovo in Egitto ritornerà, non sarà vecchio, ma ringiovanito e il nemico persiano debellerà", alludendo ad Alessandro. Secondo questi racconti Nectanebo, invece di fuggire a Kush, si sarebbe recato in Macedonia,  dove divenne famoso per le sue arti divinatorie tanto che la stessa regina Olimpiade, moglie di Filippo II, gli chiese delle profezie. Nectanebo ne fu subito attratto ed ebbero un figlio: Alessandro. Quasi sicuramente questi racconti vennero usati come propaganda da Tolomeo I per poter creare e rafforzare il legame tra la dinastia egiziana e quella tolemaica, facendo sembrare la liberazione dal giogo persiano opera di una dinastia imparentata con gli autoctoni. Inoltre per un certo periodo, lo stesso corpo di Alessandro fu posto nel sarcofago di Nectanebo II a Menfi.

## Titolatura
| G5 |

| G5 |

| U6 · N19 |

| U6 · N19 |

| U6 · N19 |

| U6 · N19 |

| U6 · N19 |

| U6 · N19 |

| U6 · N19 |

| U6 · N19 |

| G16 |

| G16 |

| s | h · r | F34 | R8 | G43 |

| s | h · r | F34 | R8 | G43 |

| G8 |

| G8 |

| s | mn · N35 | h · p · Y1 | Z7 · Z2 |

| s | mn · N35 | h · p · Y1 | Z7 · Z2 |

| M23 · X1 | L2 · X1 |

| M23 · X1 | L2 · X1 |

| C2 | C12 | s | M29 | ib · Z1 | U21 · n |

| C2 | C12 | s | M29 | ib · Z1 | U21 · n |

| C2 | C12 | s | M29 | ib · Z1 | U21 · n |

| C2 | C12 | s | M29 | ib · Z1 | U21 · n |

| C2 | C12 | s | M29 | ib · Z1 | U21 · n |

| C2 | C12 | s | M29 | ib · Z1 | U21 · n |

| C2 | C12 | s | M29 | ib · Z1 | U21 · n |

| C2 | C12 | s | M29 | ib · Z1 | U21 · n |

| G39 | N5 |

| G39 | N5 |

| B1 | U6 | D40 | G5 | W4 | t · O49 |

| B1 | U6 | D40 | G5 | W4 | t · O49 |

| B1 | U6 | D40 | G5 | W4 | t · O49 |

| B1 | U6 | D40 | G5 | W4 | t · O49 |

| B1 | U6 | D40 | G5 | W4 | t · O49 |

| B1 | U6 | D40 | G5 | W4 | t · O49 |

| B1 | U6 | D40 | G5 | W4 | t · O49 |

| B1 | U6 | D40 | G5 | W4 | t · O49 |